# Chromferid
Chromferid ist ein sehr selten vorkommendes Mineral aus der Mineralklasse der Elemente mit der chemischen Zusammensetzung Fe3Cr1−x (x=0,6) und damit chemisch gesehen eine natürliche Legierung aus Eisen und Chrom mit leichter Untersättigung an Chrom. Die Untersättigung kann mithilfe der kristallchemischen Strukturformel auch durch eine Leerstelle (□) in der Formel Fe(Fe0,5Cr0,2□0,3) ausgedrückt werden. In der Metallurgie ist Chromferid auch als Vorlegierung Ferrochrom bekannt.
Chromferid kristallisiert im kubischen Kristallsystem und bildet kleine Körner, die sich zu Aggregaten von einigen hundert Mikrometer Größe zusammenlagern. Das Mineral ist in jeder Form undurchsichtig (opak) und zeigt auf den Oberflächen der hellgrauen bis grauweißen Kornaggregate einen metallischen Glanz.

## Etymologie und Geschichte
Erstmals entdeckt wurde Chromferid zusammen mit Ferchromid in der Gold-Lagerstätte Efim im Kumak-Erzfeld etwa 110 km östlich von Orsk in der Oblast Orenburg im russischen Föderationskreis Wolga. Die Analyse und Erstbeschreibung erfolgte durch M. I. Nowgorodowa, A. I. Gorschkow, N. W. Trubkin, A. I. Zepin und M. T. Dmitrijewa (russisch: М. И. Новгородова, А. И. Горшков, Н. В. Трубкин, А. И. Цепин, М. Т. Дмитриева), die das Mineral nach dessen chemischer Zusammensetzung aus Chrom und Eisen (lateinisch Ferrum) benannten.
Das Mineralogenteam um Nowgorodowa reichte seine Untersuchungsergebnisse und den gewählten Namen 1984 zur Prüfung bei der International Mineralogical Association ein (interne Eingangs-Nr. der IMA: 1984-021), die den Ferchromid als eigenständige Mineralart anerkannte. Die Publikation der Erstbeschreibung folgte zwei Jahre später im russischen Fachmagazin Sapiski Wsessojusnogo Mineralogitscheskogo Obschtschestwa (russisch Записки Всесоюзного Минералогического Общества, englisch Zapiski Vsesoyuznogo Mineralogicheskogo Obshchestva) und wurde 1988 mit der Publikation der New Mineral Names im englischsprachigen Fachmagazin American Mineralogist nochmals bestätigt.
Das Typmaterial des Minerals wird im Mineralogischen Museum, benannt nach A. J. Fersman (FMM) der Russischen Akademie der Wissenschaften in Moskau aufbewahrt.

## Klassifikation
Da der Chromferid erst 1984 als eigenständiges Mineral anerkannt wurde, ist er in der zuletzt 1977 aktualisierten 8. Auflage der Mineralsystematik nach Strunz noch nicht verzeichnet. Einzig im zuletzt 2018 aktualisierten „Lapis-Mineralienverzeichnis“, das sich aus Rücksicht auf private Sammler und institutionelle Sammlungen noch nach der klassischen Systematik von Karl Hugo Strunz richtet, erhielt das Mineral die System-Nr. I/A.06-30. In der „Lapis-Systematik“ entspricht dies der Klasse der „Elemente“ und dort der Abteilung „Metalle und intermetallische Verbindungen“, wo Chromferid zusammen mit Chrom, Ferchromid, Tantal, Titan und Wolfram eine eigenständige, aber unbenannte Gruppe bildet.
Die seit 2001 gültige und von der International Mineralogical Association (IMA) bis 2009 aktualisierte 9. Auflage der Strunz’schen Mineralsystematik ordnet den Chromferid in die Klasse der „Elemente“ und dort in die Abteilung „Metalle und intermetallische Verbindungen“ ein. Diese ist weiter unterteilt nach den in der Verbindung vorherrschenden Metallen, die entsprechend ihrer verwandten Eigenschaften in Metallfamilien eingeteilt wurden. Chromferid ist hier entsprechend seiner Zusammensetzung in der Unterabteilung „Eisen-Chrom-Familie“ zu finden, wo er zusammen mit Ferchromid und Wairauit die „Wairauitgruppe“ mit der System-Nr. 1.AE.15 bildet.
Auch die vorwiegend im englischen Sprachraum gebräuchliche Systematik der Minerale nach Dana ordnet den Chromferid in die Klasse und gleichnamige Abteilung der „Elemente“ ein. Hier ist er zusammen mit Chrom und Ferchromid in der unbenannten Gruppe 01.01.12 innerhalb der Unterabteilung „Elemente: Metallische Elemente außer der Platingruppe“ zu finden.

## Chemismus
Die von den Erstbeschreibern angegebene chemische Zusammensetzung für Chromferid Fe1,5Cr0,5−x mit x = 0,3 – in anderen Quellen wie unter anderem im Handbook of Mineralogy wird die Formel auch mit dem ganzzahligen Stoffmengenverhältnis Fe3Cr1−x mit x = 0,6 angegeben – entspricht einem variierenden Verhältnis von Eisen (Fe) zu Chrom (Cr) zwischen 1,5 : 0,5 und 1,5 : 0,2 beziehungsweise 3 : 1 und 3 : 0,4. Von der IMA wird die Formel Fe1,5Cr0,2 mit dem Mindestgehalt an Chrom angegeben.
Die Schwankung des Chromgehaltes wird dadurch verursacht, dass bei natürlichen Chromferidproben nicht immer alle Gitterplätze in der Kristallstruktur besetzt sind. Entsprechend repräsentiert die Angabe x = 0,3 das Verhältnis der Leerstellen, was mit der verfeinerten Formel Fe1,5Cr0,2◻0,3 ausgedrückt wird. Die Mikrosondenanalyse am Typmaterial aus der Gold-Lagerstätte Efim ergab eine durchschnittliche Zusammensetzung mit einem Massenanteil (Gewichts-%) von 88,91 Gew.-% Fe (88,71–89,12) und 11,30 Gew.-% Cr (11,06–11,55).

## Kristallstruktur
Chromferid kristallisiert im kubischen Kristallsystem in der Raumgruppe Pm3m (Raumgruppen-Nr. 221) mit dem Gitterparameter a = 2,86 Å und einer Formeleinheit pro Elementarzelle.

## Eigenschaften
Aufgrund des enthaltenen Eisens ist das Mineral ferromagnetisch.

## Bildung und Fundorte
Chromferid bildete sich in Quarzadern, die sich in Brekzien aus Amphibolen oder Schiefer befinden. Als Begleitminerale traten unter anderem gediegen Eisen, Kupfer, Bismut und Gold sowie Ferchromid, Graphit, Cohenit, Halit, Sylvin und Marialith auf.
Aus verschiedenen Chromititen in Ophiolithkomplexen des Urals sind weitere Vorkommen belegt. Im Ophiolith der Lagerstätte Bazhenovsk fand sich Chromferid zusammen mit Mariinskit, Fluorapatit und Eskolait in Form submikroskopischer Einschlüsse auf und im Ray-Iz Ophiolith mit Rutil, Diamant und Qusongit.
In den Chromititen des Ophioliths im Kempirsai-Massiv im Gebiet Aqtöbe in Kasachstan trat Chromferid als Einschluss in Chromit auf. Daneben konnte das Mineral noch in der Cu-Ni-PGE-Lagerstätte Yangliuping im Kreis Rongzhag (chinesisch Danba) im Autonomen Bezirk Garzê in der chinesischen Provinz Sichuan gefunden werden.
Ein weiteres Milieu, in dem Chromferid gefunden wurde, sind Eisenmeteorite. Im Omolon-Pallasit wurde Chromferid als Einschluss in reinem Eisen gefunden.